# Norwalk, Connecticut
Norwalk là một thành phố tại quận Fairfield, tiểu bang Connecticut, Hoa Kỳ. Thành phố nằm trong Vùng đô thị New York. Dân số theo điều tra năm 2005 của Cục điều tra dân số Hoa Kỳ là 84.437 người, dân số theo điều tra năm 2010 là 85.603 người, là lần phố lớn thứ 6 bang Connecticut và lớn thứ 3 quận Fairfield, diện tích là km2.
Tên "Norwalk" đến từ từ Algonquian "noyank" có nghĩa là "điểm đất", hoặc tên Mỹ bản địa, "Naramauke" (cũng đánh vần "Norwauke", "Norowake", hoặc "Norwaake"), một người Mỹ bản địa trưởng.
Nghề nuôi sò từ lâu đã quan trọng Norwalk, đã từng có biệt danh là "Thị trấn sò." Mỗi tháng chín, Norwalk tổ chức Liên hoan sò.
Danh xưng cư dân của Norwalk trong tiếng Anh thường được gọi là "Norwalkers".